# Hugbel Roa
Hugbel Rafael Roa Carucci (Acarigua, Venezuela; 20 de septiembre de 1976) es un politólogo, abogado y político venezolano. Durante su trayectoria política, se desempeñó como diputado a la Asamblea Nacional por el estado Trujillo por múltiples periodos, además de ser ministro de Educación Universitaria. En 2023, fue arrestado por «corrupción» en el gobierno de Nicolás Maduro.

## Biografía

### Inicios
Hugbel nació en la ciudad llanera de Acarigua, del estado Portuguesa. Se graduó como politólogo y abogado egresado de la Universidad de Los Andes, donde fundó el Movimiento Utopía 78, se especializó en economía internacional y tiene una maestría internacionales en la Universidad de Salerno, en Italia. Se casó con Daniela Albany Bracho.
En junio de 2012 un diputado de la Asamblea Nacional lo acusó de irregularidades relacionadas con el Programa de Alimentación Escolar, ya que las firmas encargadas de la distribución de las comidas a las escuelas «estarían en manos de compañías del estado Portuguesa, registradas como empresas de obras y no de distribución de alimentos».

### Carrera política

#### Diputado
Fue electo en lista como diputado a la Asamblea Nacional por el estado Trujillo, para el periodo 2016 - 2021, por el Partido Socialista Unido de Venezuela (PSUV). En 2016 declaró que consideraba que no consideraba obligatorio realizar elecciones en el país por el contexto de crisis en el que se hallaba. Ese año también le lanzó un micrófono a otro diputado, por lo que fue suspendido su derecho a expresarse en el hemiciclo por un mes.
Fue reelecto en las elecciones parlamentarias de 2020, donde ha integrado la Comisión Permanente de Desarrollo Social Integral, y el 7 de enero de 2021 fue designado como el primer vicepresidente de la comisión para investigar los presuntos delitos cometidos por la IV legislatura de la Asamblea Nacional (2016 - 2021).

#### Ministro de Educación Universitaria, Ciencia y Tecnología
El 4 de enero de 2017 fue designado como ministro de Educación Universitaria, Ciencia y Tecnología, y el 30 de noviembre de 2022 fue designado como vicepresidente territorial del PSUV en el estado Nueva Esparta.

## Arresto
El 19 de marzo de 2023, siendo vinculado al caso de corrupción Caso PDVSA-Cripto, Roa fue detenido, posteriormente la Asamblea Nacional allanó la inmunidad parlamentaria el día 21, y después fue expulsado de las filas del PSUV. Está siendo investigado por su presunta asociación a Petrocedeño, una filial de PDVSA con participación accionaria de Francia y el reino de Noruega. Según el periódico Alberto News, Hugbel Roa estaría involucrado en la creación y participación de «una vasta red de testaferros, financistas y negocios turbios que involucraban criptomonedas, prostitutas y petróleo».